# Włodzimierz Kalicki
Włodzimierz Kalicki (ur. 1955) – polski dziennikarz i pisarz.

## Życiorys
Z wykształcenia inżynier cybernetyk, ukończył studia na Wydziale Elektroniki Politechniki Wrocławskiej.
Pierwsze artykuły pisał w latach 70. w prasie studenckiej: w wydawanym na Politechnice Wrocławskiej miesięczniku „Sigma”; w latach 1978–1981 reporter tygodnika „Kultura”. W stanie wojennym współpracował z prasą podziemną i katolicką. Od powstania „Gazety Wyborczej” w 1989 jest jej dziennikarzem.
Podziemne Stowarzyszenie Dziennikarzy Polskich przyznało mu w 1984 Nagrodę im. Jerzego Zieleńskiego. W 1997 r. otrzymał Polsko-Niemiecką Nagrodę Dziennikarską za cykl artykułów o pojednaniu polsko-niemieckim. (m.in. o mniejszości niemieckiej w Polsce, o sporach po 1945 roku o przebieg granicy polsko-niemieckiej i o Bibliotekę Pruską). W 1998 otrzymał nagrodę „Polski Pulitzer 1998” w kategorii „reportaż” za cykl reportaży z Chin. W 2000 r. otrzymał Nagrodę im. Dariusza Fikusa za cykl artykułów w „Gazecie Wyborczej”, które przyczyniły się w 1999 do odzyskania starodruków ukradzionych z Biblioteki Jagiellońskiej (w 2001 został członkiem kapituły tej nagrody). W 2000 otrzymał nagrodę Grand Press w kategorii „dziennikarstwo śledcze” za ten sam cykl artykułów. Laureat Nagrody im. Barbary Łopieńskiej za najlepszy wywiad prasowy roku (2008). Jego książka o Chinach W domu smoka otrzymała w 1999 nagrodę Warszawskiej Premiery Literackiej. Włodzimierz Kalicki laureatem nagrody CEI SEEMO Award 2011 w dziedzinie dziennikarstwa śledczego

## Publikacje
- Inaczej (1989)
- Panowie na zabytkach (1991)
- W domu smoka (1998)
- Powrót do Sulejówka (2001)
- Ostatni jeniec wielkiej wojny. Polacy i Niemcy po 1945 roku (2002)
- Zdarzyło się (2014)[5]
- Sztuka zagrabiona. Uprowadzenie Madonny – wspólnie z Moniką Kuhnke (2014)[5]
- Madonna znika pod szklanką kawy. Sztuka zagrabiona 2. – wspólnie z Moniką Kuhnke (2021)[5]